# Persoonia quinquenervis
Persoonia quinquenervis är en tvåhjärtbladig växtart som beskrevs av William Jackson Hooker. Persoonia quinquenervis ingår i släktet Persoonia och familjen Proteaceae. Inga underarter finns listade i Catalogue of Life.